# 디자인개발지원사업
디자인개발지원사업은 산업통상자원부와 한국디자인진흥원이 1990년대부터 세계 디자인계와 비교해 뒤처져 있던 산업디자인 수준을 끌어올리기 위해 디자인 개발 능력이 미진한 중소기업들을 지원하고자 추진해온 사업들을 말한다.

## 역사
- 디자인개발지원사업은 한국디자인진흥원이 1993년을 산업디자인 발전의 원념으로 삼아 '산업디자인 발전 5개년 계획'을 추진한 바, 1993년부터 1997년까지 '제1차 진흥종합계획'을 진행하면서부터 시작되었다.[1]
- 1993년 7월 산업디자인진흥대책을 발표하며 산업디자인 개발에 기술개발과 같은 수준의 세제·금융지원을 펴겠다고 밝혔다. 또, 디자인개발지원사업을 효율적으로 추진하기 위해 당시 10억원에 그쳤던 ‘산업디자인포장기금’을 97년까지 5백억원으로 늘리기로 했다.[2]
- 구체적으로 사업의 변천 과정을 살펴보면, 사업 초기인 1994년부터 1996년까지는 기업에 대한 ‘진단-지도-디자인 개발-홍보 및 판촉 지원’ 등 4단계로 시행되었고, 이후 효율적인 시간 및 인력 운용, 행정 절차의 간소화를 고려해 1997년부터는 지도 단계를 폐지하였다.[3][4]
- 1999년부터는 진단 단계를 디자인 개발 단계에 포함시켜 개발 상품의 실적 향상 및 내실화를 꾀했다.[3] 디자인 지원을 받게 된 기업은 전문가로부터 기간에 상관없이 개발이 완료될 때까지 현장에서 제품의 특성에 맞도록 디자인 지원을 받았고, 비용 역시 KIDP가 지원했다.[5]
- 산업자원부에서 선정하는 ‘세계일류상품’의 디자인 혁신을 위해 2003년 이후 운영한 ‘세계일류 상품 디자인·브랜드 지원단’[6], 글로벌 시장에서의 국제 경쟁력을 강화하기 위해 2004년부터 시행한 ‘디자인소재·표면처리 기술개발사업’[7], 한 발 앞선 디자인 개발로 세계 시장을 선점할 수 있는 디자인전문회사 육성을 위해 2007년부터 추진한 ‘선행디자인개발사업’[8] 역시 이러한 디자인개발지원사업의 연장선상에서 이뤄진 사업들이다.
- 디자인개발지원사업에 대한 성과는 1994년 7월 개최한 ‘산업디자인개발 성공사례 선정 및 전시’[9]를 필두로, 1995년 6월 열린 《산업디자인성공사례(SD)전》[10]을 거쳐, 1997년 지원사업의 일환으로 상품화에 성공한 기업들을 대상으로 선정한 《디자인성공사례 베스트10》으로 이어졌다. 1997년 처음 선정된 ‘디자인성공사례 베스트10’의 경우 선정된 업체 평균 매출액이 선정과 비교해 약 122퍼센트 증가한 것으로 조사됐으며, 그중 단일 품목에 대한 매출액은 평균 295퍼센트 증가한 것으로 나타났다.[3]
- 디자인성공사례 베스트 10은 이후 2002년부터 2008년까지 ‘석세스디자인(Success Design) 상품’으로 이름을 바꾸고 선정 제품을 확대했으며, 인증서를 부여하여 디자인성공사례를 홍보했다.[3][11]
- 한편 이와 병행해 1994년 개최한 《산업디자인지도 신상품전》[12], 1995년부터 1999년까지 개최한 《중소기업 산업디자인개발 신상품전》[13] 역시 디자인 지원을 받은 상품의 홍보 및 판촉에 도움을 주기 위한 사업의 일환이었다.

## 현황(2008년~)
- 2008년 한국디자인진흥원은 수출지원기반활용사업의 수행기관으로서 내수·수출 중소기업 역량별 맞춤형 디자인지원을 통해 내수기업 수출기업화 및 수출 기업 수출고도화 도모 수출 중소 · 중견기업의 해외진출에 필요한 홍보디자인 및 제품디자인 개발지원을 통한 수출 경쟁력 강화를 도모하고 있다.
- KIDP가 수행한 디자인개발지원사업은 현재까지도 디자인 중심의 혁신 성장 모델을 발굴하고 이를 확산시키고자 시행하고 있는 ‘디자인혁신 유망기업 육성사업’으로 그 맥을 이어오고 있다.[14] 산업부는 디자인을 활용한 혁신 역량 강화 차원에서 소비재 분야 디자인 혁신유망기업을 2022년까지 240개 추가 선정하기로 했다.[15]
- 2018년 디자인혁신유망기업의 역량진단 컨설팅 및 신제품 개발, 또는 마케팅  홍보 맞춤 지원으로 혁신 아이디어의 구현 역량 내재화를 위해 실시 디자인혁신유망기업 전주기지원 사업을 시작했다.

## 행사 사진

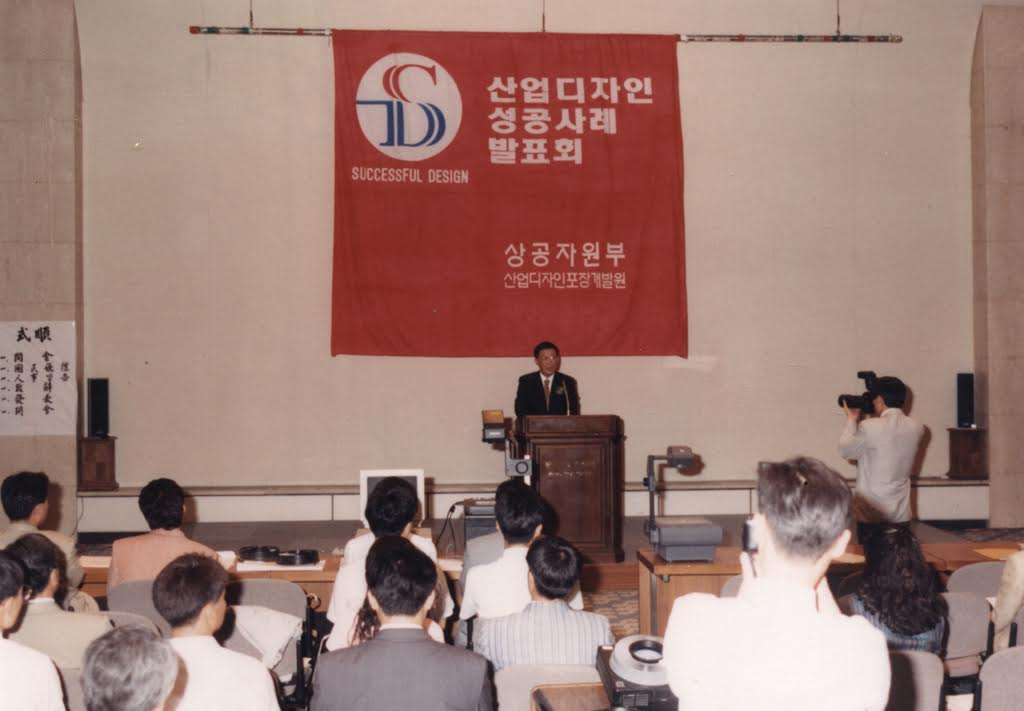
1994 산업디자인 성공사례 발표회
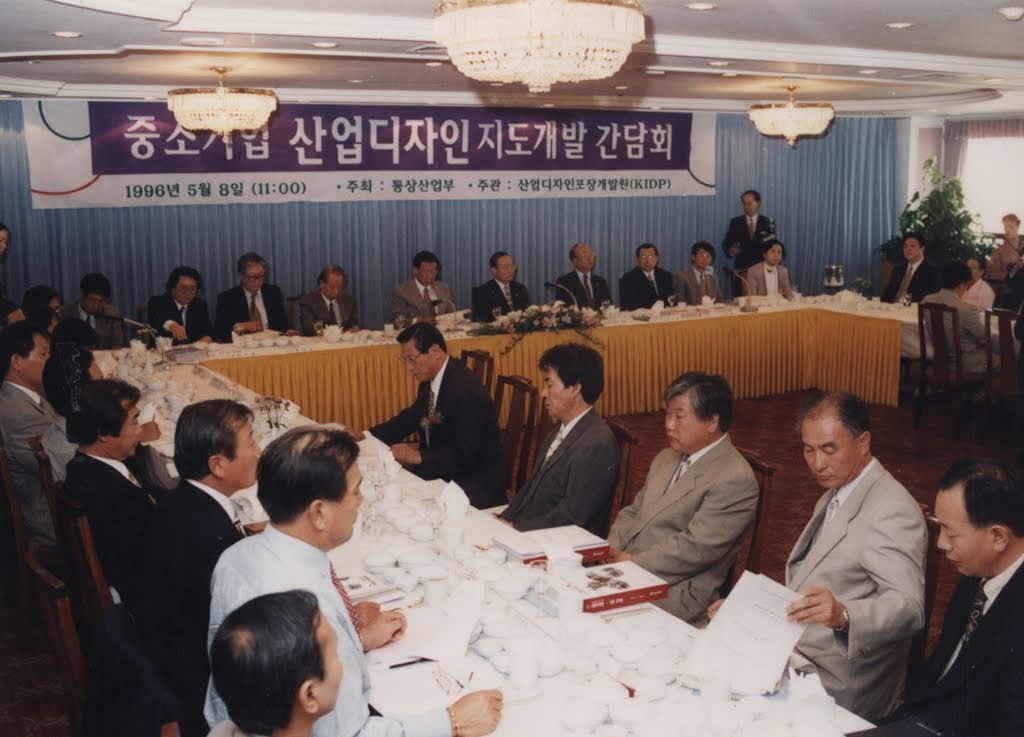
1996 중소기업 산업디자인 지도개발 간담회
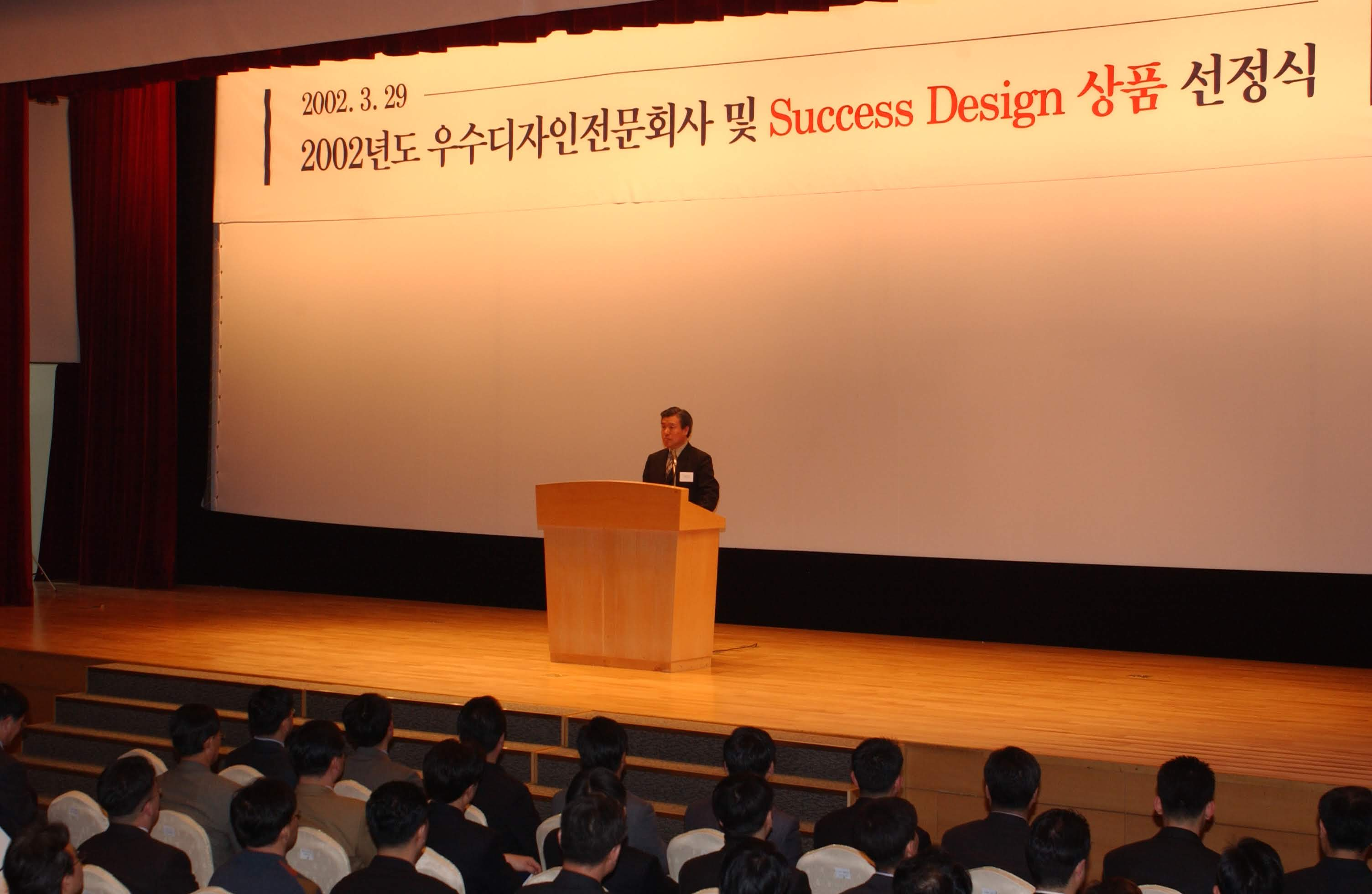
2002 우수디자인전문회사 및 석세스디자인 상품 선정식
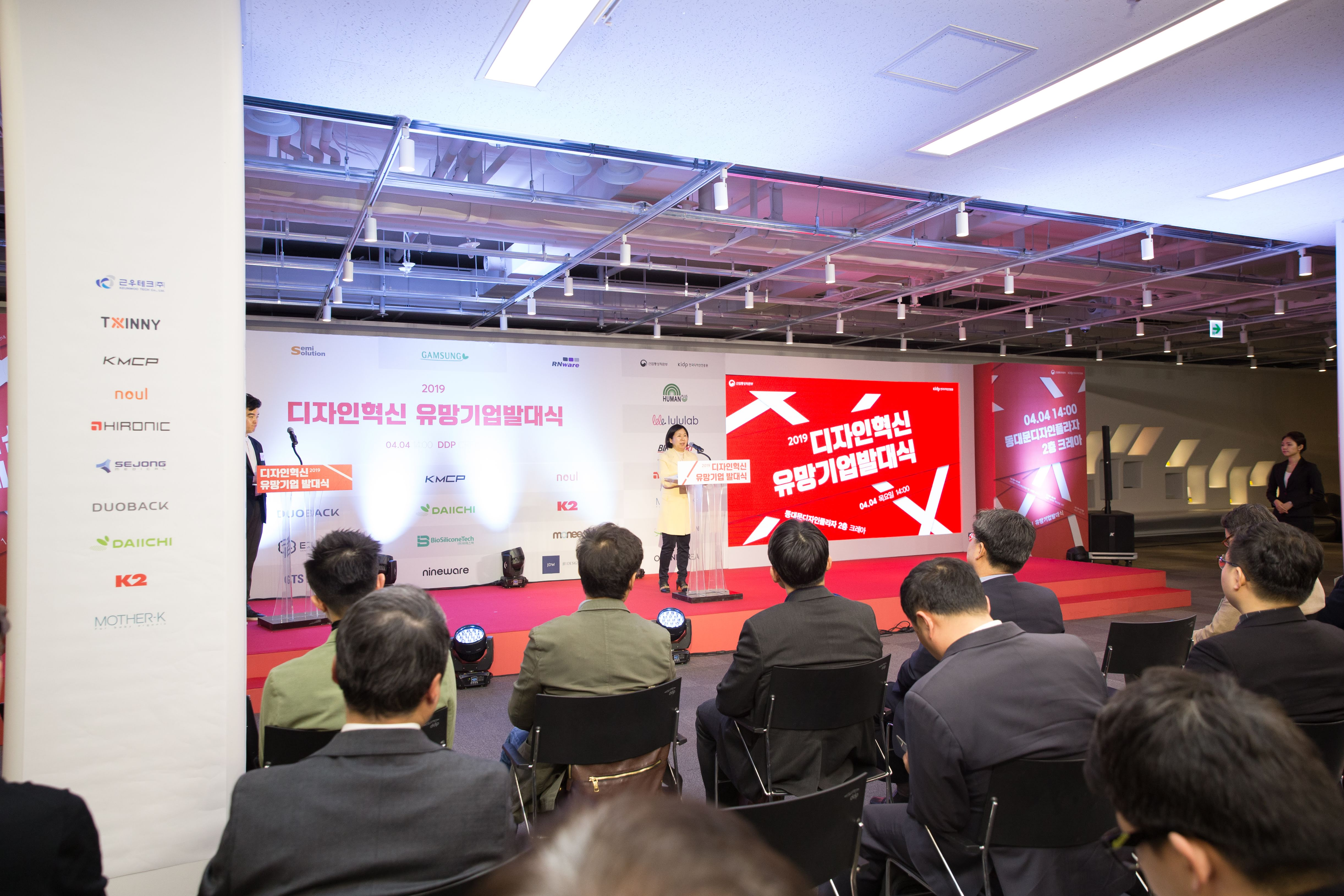
2019 디자인혁신유망기업 발대식